# Låglönefabrik
Låglönefabrik är en benämning på tillverkningsindustrier där arbetsvillkoren är betydligt sämre än vad som annars är acceptabelt eller lagligt. Arbetare tvingas arbeta långa pass till låga löner i dålig arbetsmiljö med dåliga anställningsvillkor. Det kan också förekomma barnarbete.